# 兰迪·格雷格
兰迪·格雷格（英語：Randy Gregg，1956年2月19日—），加拿大男子冰球运动员。他曾代表加拿大国家队参加1980年和1988年冬季奥林匹克运动会冰球比赛，分别获得第六名和第四名。